# Augustine Ndzouli Ndoumbe
Pour les articles homonymes, voir Ndoumbe (homonymie).
Augustine Ndzouli Ndoumbe est une judokate camerounaise.

## Carrière
Augustine Ndzouli Ndoumbe participe aux Championnats d'Afrique de judo 1997 se déroulant à Casablanca. Elle y remporte sa seule médaille internationale majeure, s'inclinant en finale de la catégorie des moins de 56 kg face à l'Algérienne Lynda Mekzine.
Elle est ensuite éliminée en seizièmes de finale dans cette même catégorie par la Polonaise Beata Kucharzewska aux Championnats du monde de judo 1997 à Paris.